# St. Anton (Zürich-Hottingen)

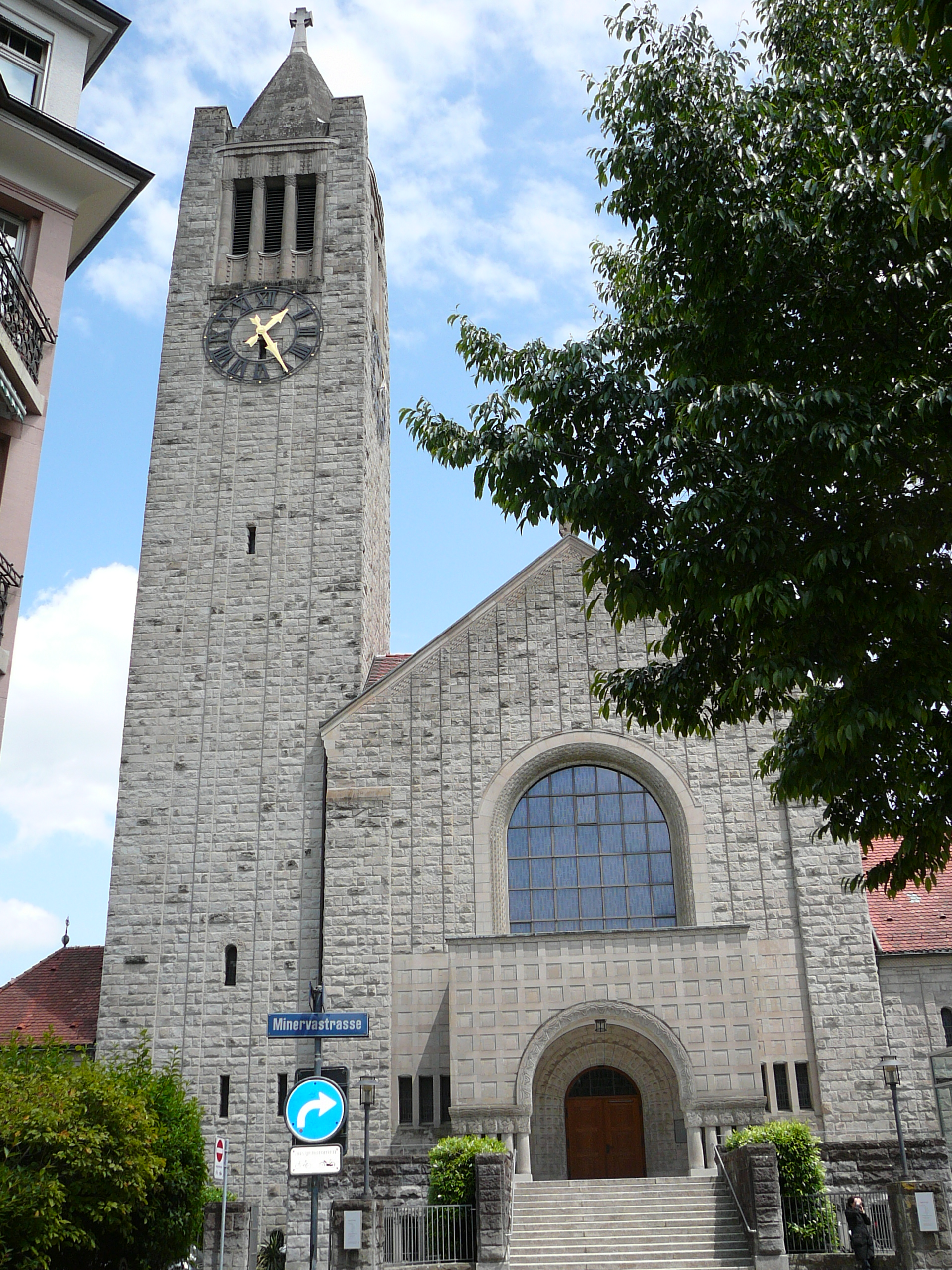
Kirche St. Anton, Frontansicht

Die Kirche St. Anton ist die römisch-katholische Pfarrkirche des Zürcher Stadtteils Hottingen. Sie ist seit 1981 als schutzwürdiger Bau von kantonaler Bedeutung aufgeführt.

## Geschichte

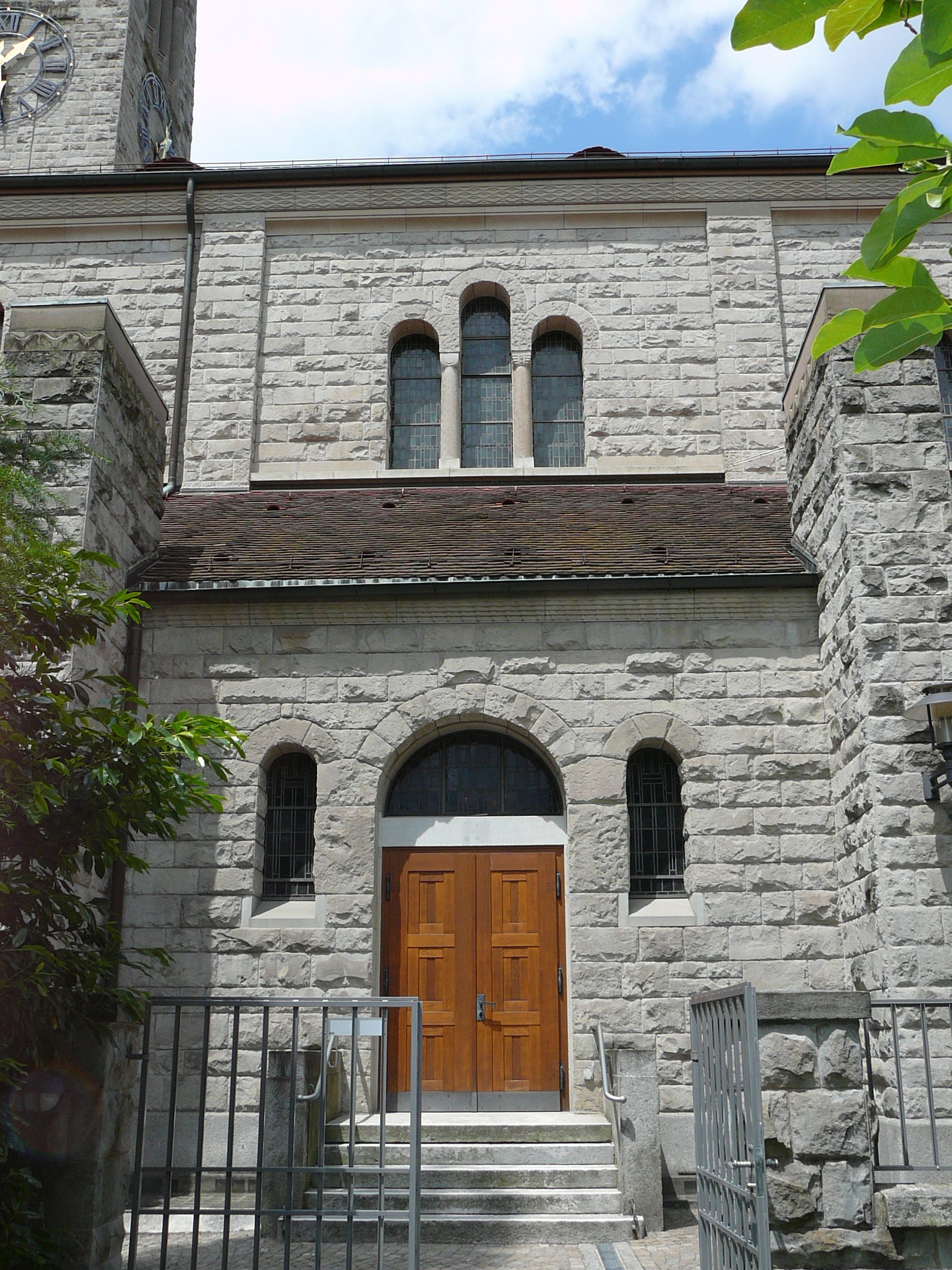
Östliches Seitenportal

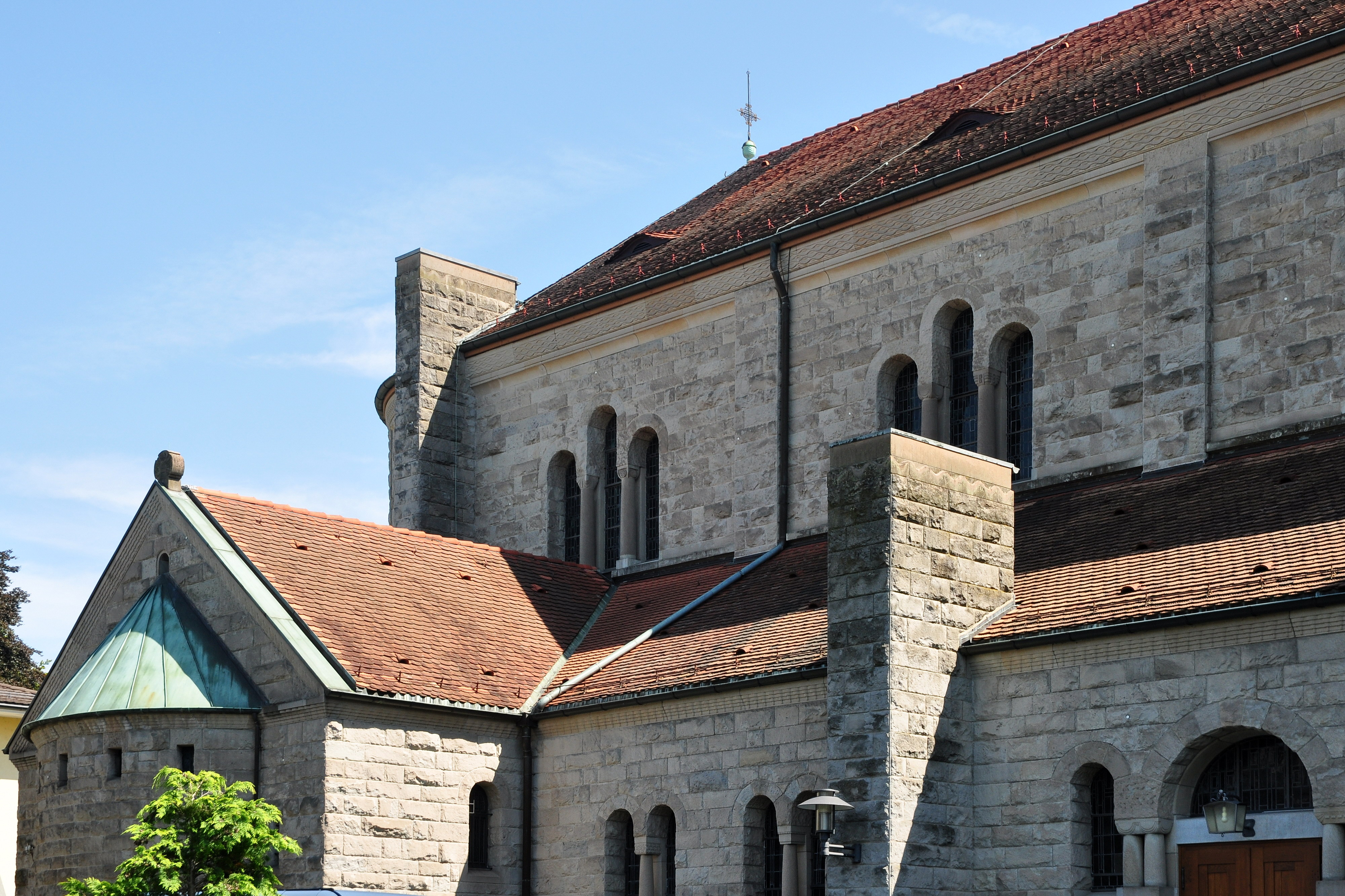
Westliche Fassade

Im Jahr 1898 wurde der Römisch-katholische Kultusverein Zürich gegründet, der zum Ziel hatte, im Quartier Fluntern, Hottingen oder Riesbach eine katholische Kirche zu errichten. Sie sollte die fünfte katholische Kirche in der Stadt Zürich werden, eine Tochterpfarrei der Liebfrauenkirche.
Als Kirchenpatron wurde der volkstümliche Heilige Antonius von Padua (1195–1231) bestimmt. Am 13. Juni 1898, dem Antoniustag, erfolgte ein erster Spendenaufruf für den Neubau dieser Kirche. 1901 fand ein Architekturwettbewerb statt; die drei eingeladenen Architekturbüros Stadler und Usteri, Richard Schuster sowie Chiodera und Tschudy erarbeiteten je ein Projekt, unter denen dasjenige von Chiodera und Tschudy als Sieger hervorging. Als dieses Projekt unter anderem wegen des Bauplatzes, der Gestalt und des Stils der Kirche unter Kritik geriet, liess sich das bischöfliche Ordinariat durch das Architekturbüro Curjel & Moser ein weiteres Projekt vorlegen. 1901 konnte an der Neptunstrasse der Bauplatz für die heutige Kirche St. Anton gekauft werden. Da im Jahr 1905 das Projekt von Chiodera und Tschudy nicht mehr dem Zeitgeschmack entsprach, erfolgte ein beschränktes Konkurrenzverfahren unter den Architekten Chiodera und Tschudy, Curjel & Moser, Albert Rimli sowie Thiersch. Obwohl Moser und Curjel nicht eine romanische, dreischiffige Basilika vorlegten, sondern eine neubarocke Kirche, gingen sie als Sieger aus dem Projekt hervor. Sein neubarockes Kirchenprojekt konnte Karl Moser 1912–1914 mit dem Bau der Kirche St. Josef im Zürcher Industriequartier realisieren. Karl Moser, verantwortlicher Architekt des Projekts, arbeitete dieses entsprechend der Forderungen der Kommission um. Im Frühling 1906 erfolgte die Baubewilligung und am 28. Oktober 1906 die Grundsteinlegung.
In den Jahren 1906 bis 1908 wurde die Kirche nach den Plänen von Robert Curjel und Karl Moser, Karlsruhe, erbaut. Für den späteren ETH-Professor Karl Moser war die Kirche St. Anton der erste öffentliche Auftrag in der Stadt Zürich.
Am 10. Oktober 1908 wurde die Kirche durch den Bischof von Chur, Georg Schmid von Grüneck, eingesegnet. Die eigentliche Kirchweihe fand am 27. Oktober 1935 statt, nachdem die Innenausstattung nach und nach vervollständigt worden war.
1935 wurde die Unterkirche durch Architekt Karl Strobel ausgebaut. 1973 erfolgte durch Architekt Walter Bosshart ein Umbau der Unterkirche. 1977 wurde die St.-Anton-Kirche aussen renoviert und in den Jahren 2001/2002 umfassend im Innern saniert. Dies erfolgte durch das Architekturbüro Felix Schmid. 2008 wurde die Unterkirche durch Walter Moser renoviert und umgestaltet.
Bis 1985 hatte sich das alte Pfarrhaus von der Neptunstrasse aus gesehen rechts von der Kirche St. Anton befunden. 1984/1985 wurde das heutige Pfarrhaus links von der Kirche erbaut. Danach konnte das alte Pfarrhaus abgebrochen und an dessen Stelle in den Jahren 1985 bis 1988 das Pfarreizentrum erbaut werden.
In den Jahren 2001 und 2002 erfolgte eine Innenraumsanierung nach den Plänen der Architekten Oskar Pekarek und Pius Bieri vom Architekturbüro Felix Schmid, Rapperswil. In Zusammenarbeit mit der kantonalen Denkmalpflege wurde eine Rückführung der Innengestaltung der Oberkirche in den Zustand von 1929 angestrebt. Neu gestaltet wurde hierbei jedoch der Altarbereich. Ziel war eine Anpassung der Liturgie an die stets schwindende Gemeindegrösse.

### Tochterpfarreien
Zur Pfarrei erhoben wurde St. Anton im Jahre 1910. Damals gehörten auch die ehemaligen Gemeinden und späteren Quartiere Zürichs Hottingen, Hirslanden, Riesbach und Witikon zum Pfarreigebiet. Die eigentliche Kirchweihe fand erst am 27. Oktober 1935 durch Bischof Laurenz Matthias Vincenz statt.
1927 wurden die Gemeinden Zollikon und Zumikon von der Pfarrei Küsnacht abgelöst und der Pfarrei St. Anton zugeteilt. Im gleichen Jahr wurde für die spätere erste Kirche von Zollikon ein Baugrund an der Riethofstrasse gekauft. Im Jahr 1931 wurde Zollikon eine eigene Pfarrei.
Für den Bau der späteren Erlöserkirche erwarb der Kultusverein von St. Anton im Jahre 1933 einen Baugrund an der Zollikerstrasse. Die Erlöserkirche wurde in den Jahren 1936–1937 erbaut, per Dekret vom 22. Dezember 1937 zu einer eigenständigen Pfarrei erhoben und von der Pfarrei St. Anton abgetrennt.
In Witikon konnte der Kultusverein der Pfarrei St. Anton im Jahr 1954 den Baugrund für die heutige Kirche Maria Krönung an der Carl-Spitteler-Strasse erwerben. Im Jahr 1957 wurde in Witikon ein Pfarrvikariat errichtet und nach dem Bau der Kirche Maria Krönung von Bischof Johannes Vonderach per 19. Januar 1964 zur Pfarrei ernannt.
In den Jahren 1960 und 1961 wurden die Pfarreigrenzen von St. Anton mit den Nachbarpfarreien neu geregelt.
Seit 1933 fanden in St. Anton regelmässig Gottesdienste für die Französisch sprechenden Katholiken statt. In den Jahren 1964 bis 1966 wurde die Église de la Sainte Famille an der Hottingerstrasse erbaut. Neben der Don Bosco Kirche im Quartier Aussersihl ist dies der einzige separate Kirchbau für eine katholische Mission in der Stadt Zürich.
Andere Missionen feiern bis heute zahlreiche Gottesdienste in fremder Sprache in der zentral gelegenen Kirche St. Anton.
Die Pfarrei zählt 5'007 Mitglieder (Stand 2021) und ist damit eine der mittelgrossen römisch-katholischen Kirchgemeinden der Stadt Zürich.

## Baubeschreibung

### Äusseres und Kirchengebäude
«Wie ein Monument» steht die Kirche zwischen Kreuzplatz und Römerhof. Die Kirche wurde als optischer Zielpunkt in der Blickachse der Apollostrasse geplant. Als Hauptachse des Quartiers führt diese Strasse fast gerade auf die Hauptfassade der Kirche St. Anton zu, was bereits 1903 beim Planungsbeginn des Kirchbaus so festgelegt worden war.
Die St.-Antonius-Kirche zeigt mit ihren kubisch gegliederten Massen von breitem Mittel- und schmalen Seitenschiffen, elliptischem Chor und balkonartiger Vorhalle, von Turm und symmetrischen seitlichen Annexen, dass sie als neuromanische Kirche konzipiert wurde. Der Turmhelm erinnert dabei an Gotteshäuser im Wallis und im Piemont, und die Lisenen-Gliederung der Wände hat ihr Vorbild in oberitalienischen Bauten. Im Gegensatz dazu stehen die modernen Elemente wie die plastischen Dekorationen der Teichflora, die dem Jugendstil entnommen sind. Der Aussenbau von St. Anton gilt als der fortschrittlichste unter den Historismus-Bauten der Stadtzürcher Diaspora.

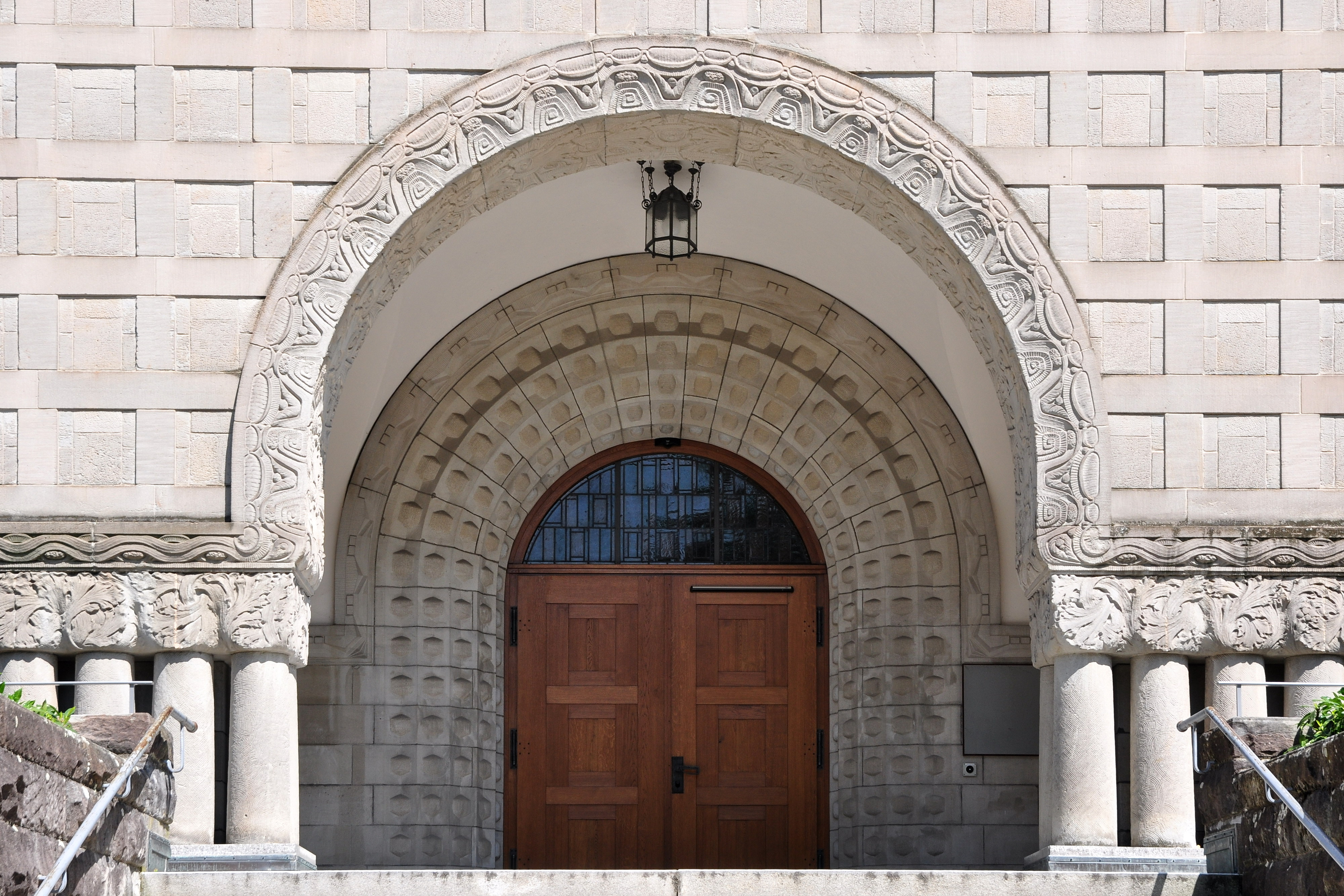
Hauptportal
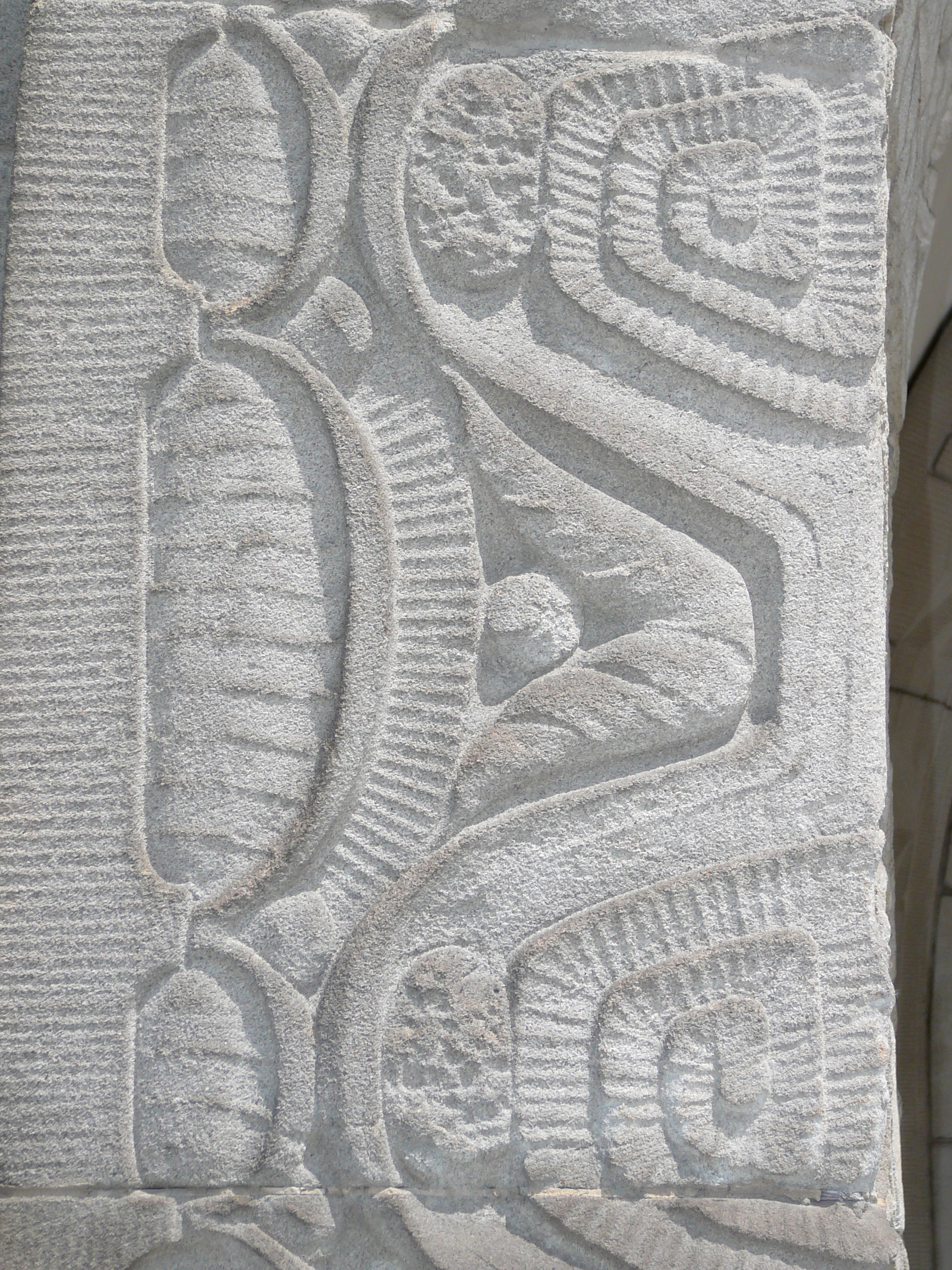
Detail am Hauptportal
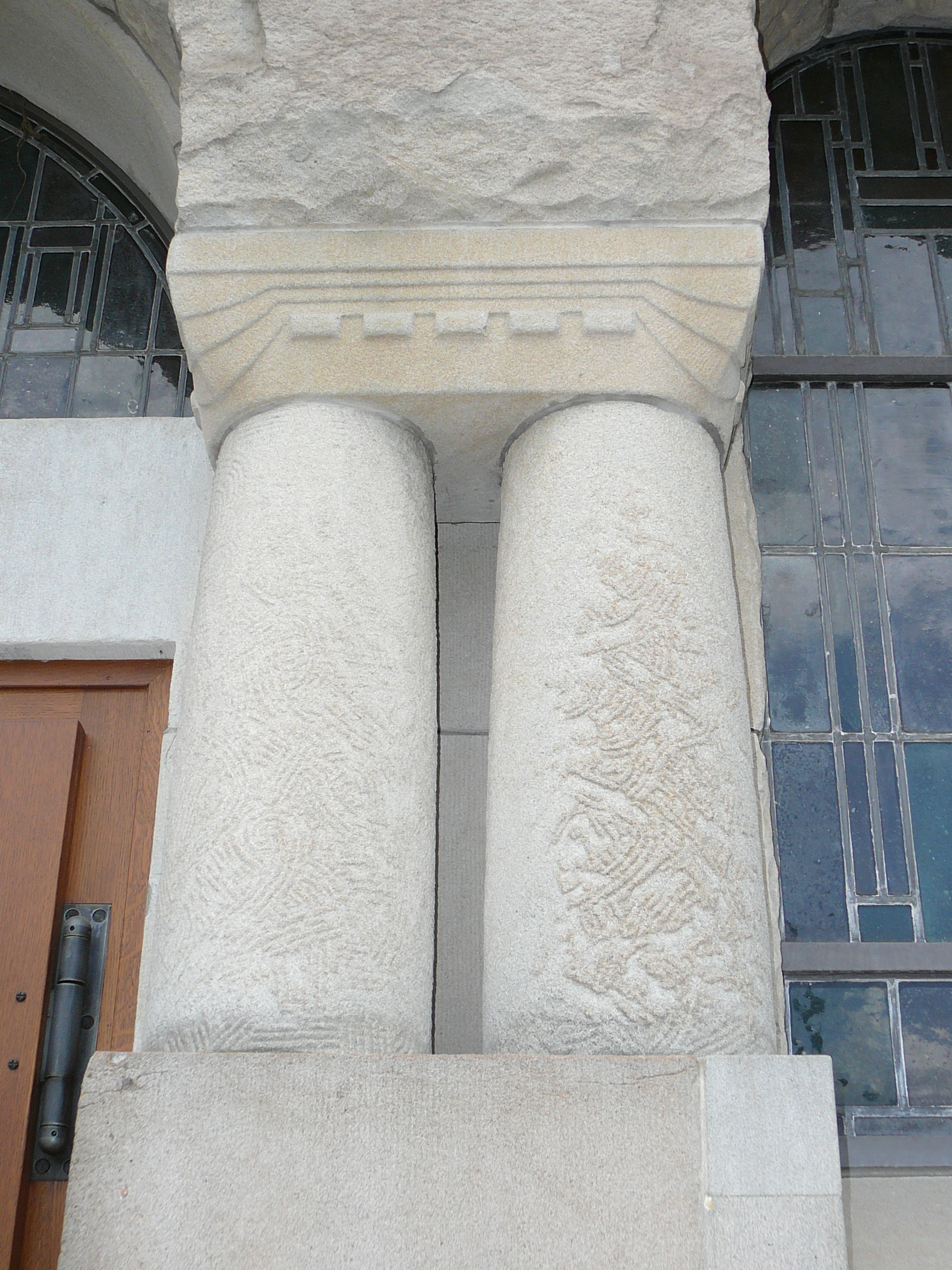
Detail vom westlichen Seitenportal
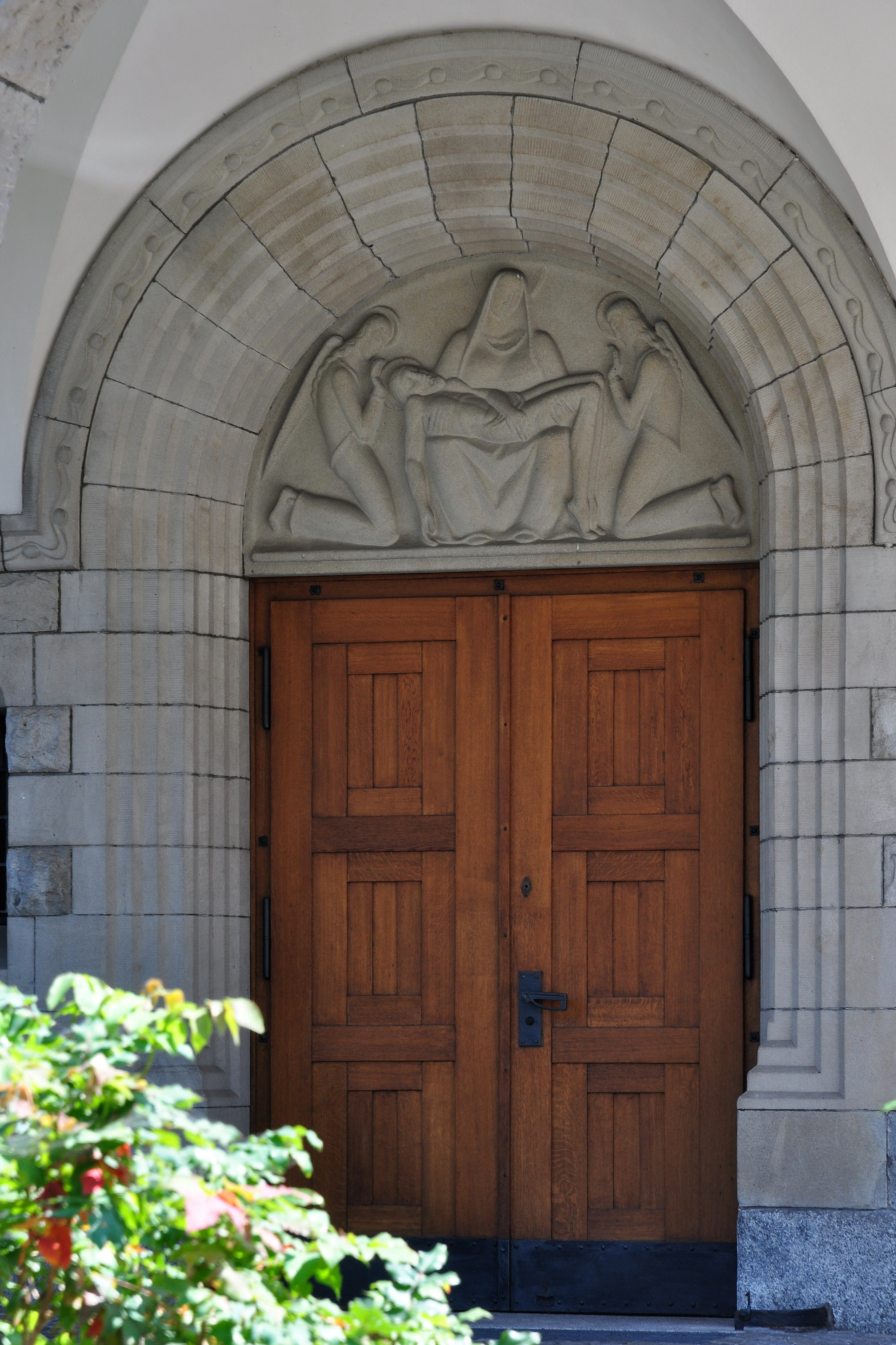
Seitenportal

### Ausstattung

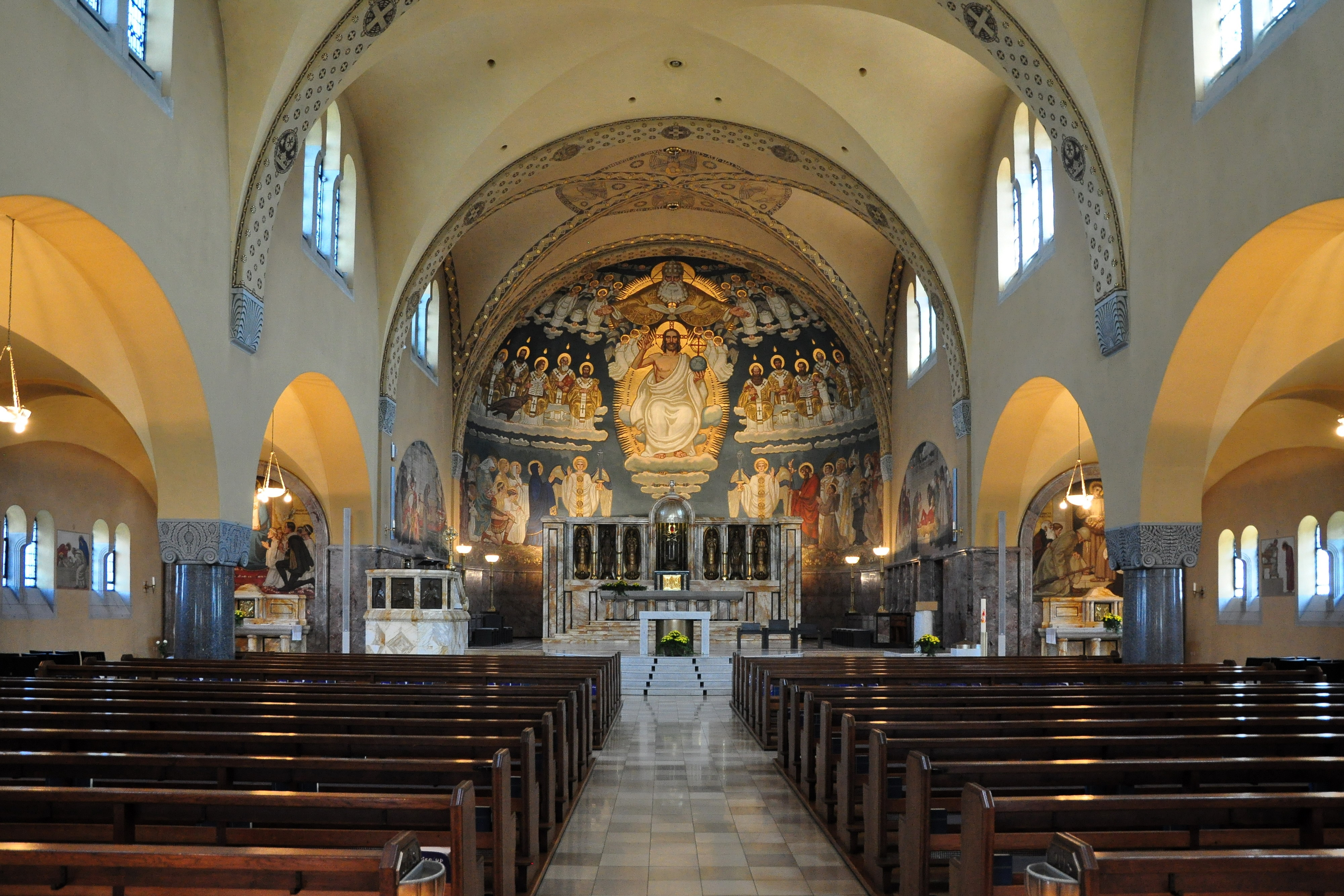
Blick zum Altarraum

Die Kirche weist einen basilikalen Grundriss mit einem Mittel- und zwei Seitenschiffen auf. Dicke Rundpfeiler prägen die Vorhalle und auch das Innere der Kirche. Konsolen stützen die Gurten, welche die Joche mit den Kreuzgratgewölben gliedern. Eine mächtige Kappe überwölbt die Apsis. Dreigekuppelte Fenster führen das Licht in das Mittel- und die Seitenschiffe. Der Längsrichtung der Kirche wirkte Karl Moser entgegen, indem er die Kirchenbänke vom Hauptschiff bis in die Seitenschiffe hineinbaute. Zudem wurden die Gurtbögen durch Schablonenmalereien hervorgehoben, um die Querrichtung zusätzlich zu betonen.
Als letztes Element der ursprünglichen Innengestaltung wurden von Fritz Kunz im Jahr 1929 die Kreuzwegstationen fertiggestellt. In diesen Zustand von 1929 sollte die Kirche bei der Innensanierung in den Jahren 2001/2002 wieder zurückgeführt werden. Die Aussentüren wurden rekonstruiert, die eingelagerten ursprünglichen Alabaster-Leuchter erhielten wieder ihren ursprünglichen Platz in den Bogenöffnungen zwischen Haupt- und Seitenschiffen. Der Boden in den Kirchenschiffen wurde nach alten Vorlagen nachgearbeitet und die Kirchenbänke von ursprünglich 1000 auf 364 Sitze reduziert.
Die Kanzel besteht aus gelbem Siena-Marmor und wurde 1917 eingebaut. Vier Bronzereliefs zeigen die abendländischen Kirchenväter St. Ambrosius, St. Gregorius, St. Hieronymus und St. Augustinus. Geschaffen wurden diese Reliefs 1920 vom Bildhauer Andreas Kögler (1878–1956).
Der Hochaltar wurde 1914 ebenfalls in gelbem Siena-Marmor von der Firma Schmidt & Schmidweber, Zürich und Dietikon, angefertigt. Links und rechts neben dem Tabernakel mit Kruzifix wurde je eine Priesterfigur angebracht, welche selber wiederum links und rechts von je einer Engelsfigur umgeben wurden. Die vier Engel zeigen Sinnbilder des Leidens Christi (Schweisstuch, Dornenkrone u. a.). Wegen des Ersten Weltkriegs war das Messing knapp; deshalb wurden nur die zwei Priesterfiguren aus getriebenem Messing gefertigt, die Engel bestehen aus bemaltem und patiniertem Gips.
Neu gestaltet wurde bei der Innensanierung der vordere Altarbereich, der ins Kirchenschiff vorgezogen wurde. Der Bildhauer Hans-Peter von Ah (* 1941), Ebikon, schuf den neuen Volksaltar aus weissem Carrara-Marmor, welcher sich zwar mitsamt dem neu geschaffenen Liturgiebereich der Symmetrie des Chorraums unterordnet, farblich jedoch ein Fremdkörper in Mosers Ensemble bleibt. Geweiht wurde der Altar am Pfingstsonntag 2002.

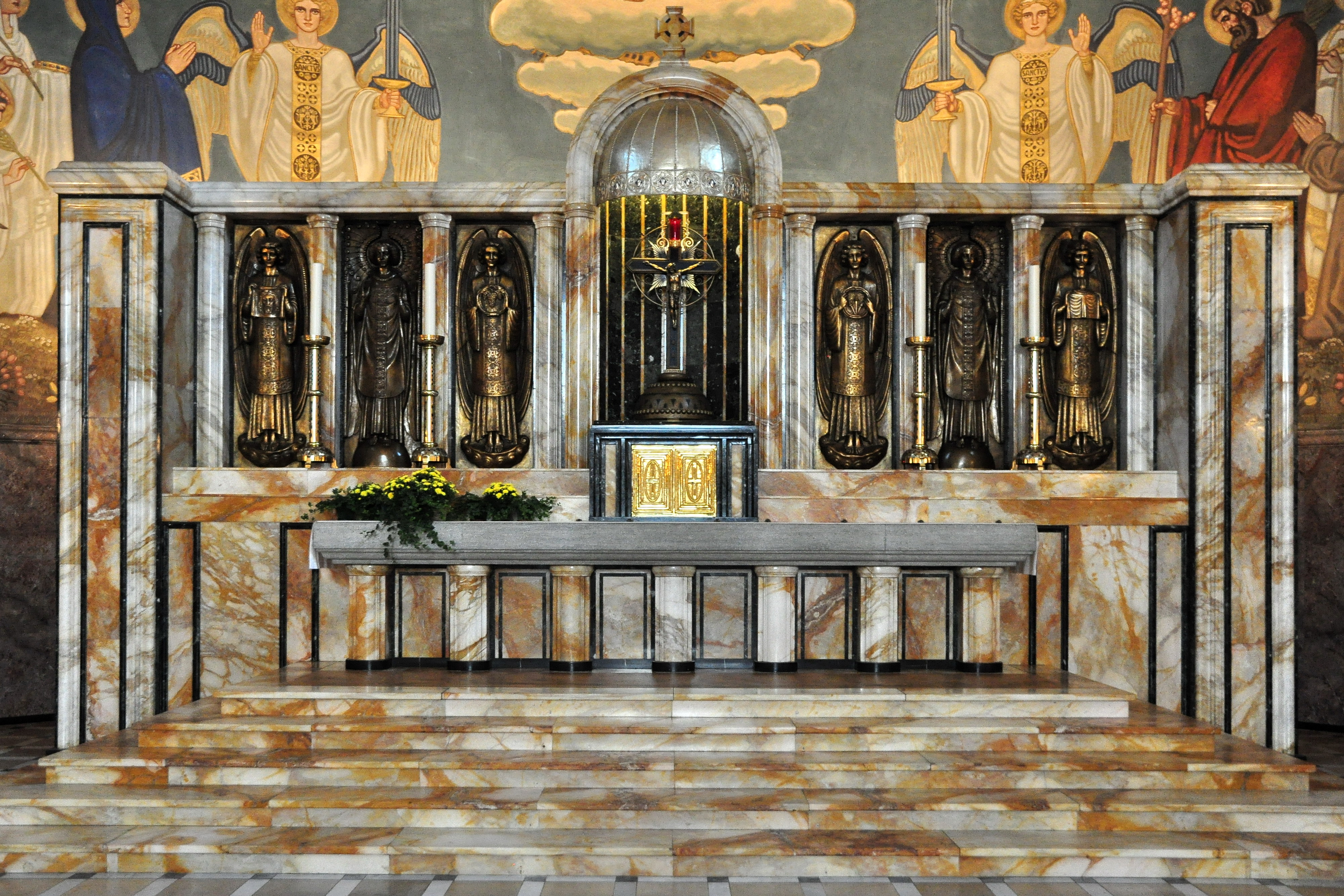
Hochaltar
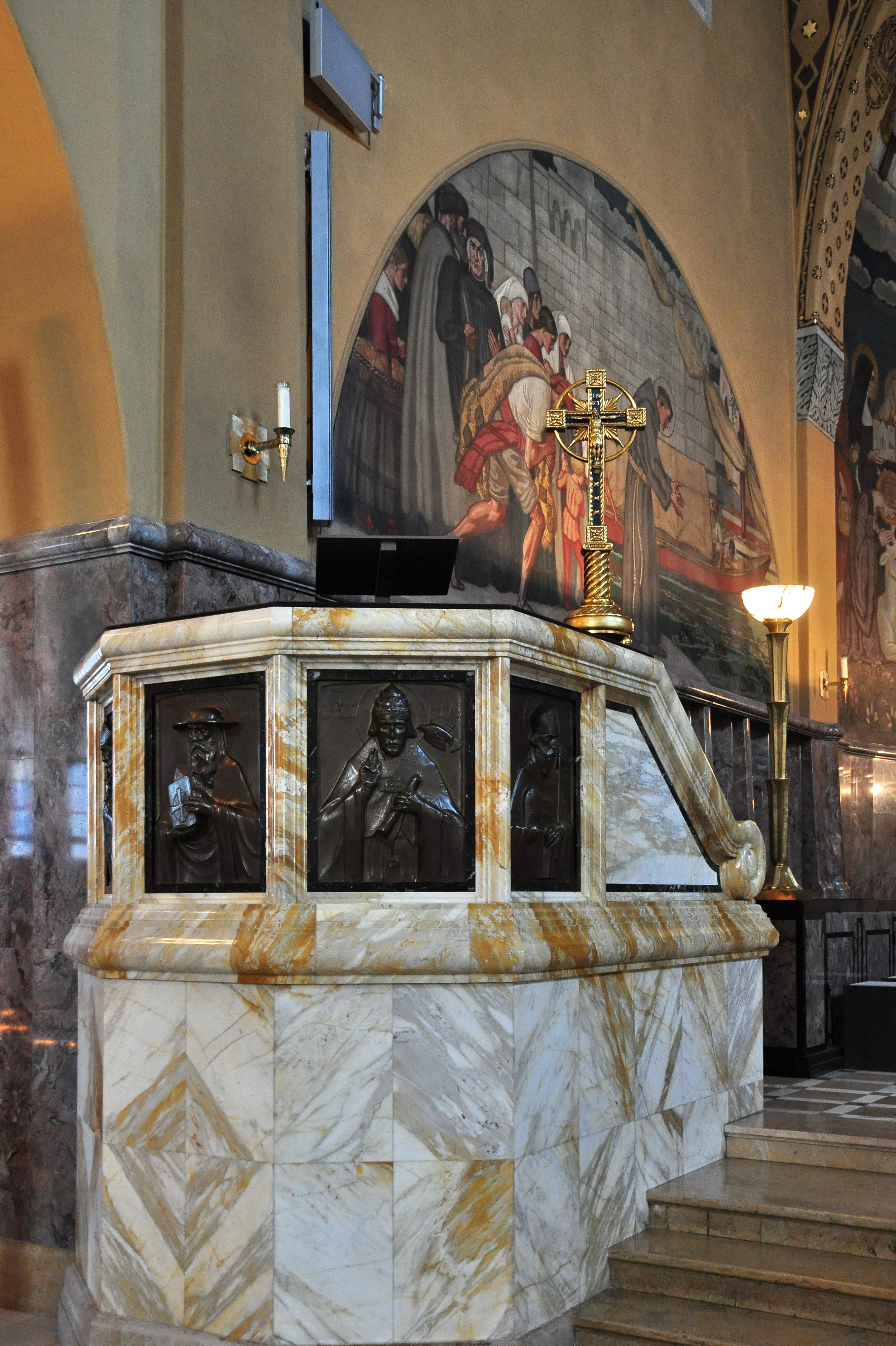
Kanzel
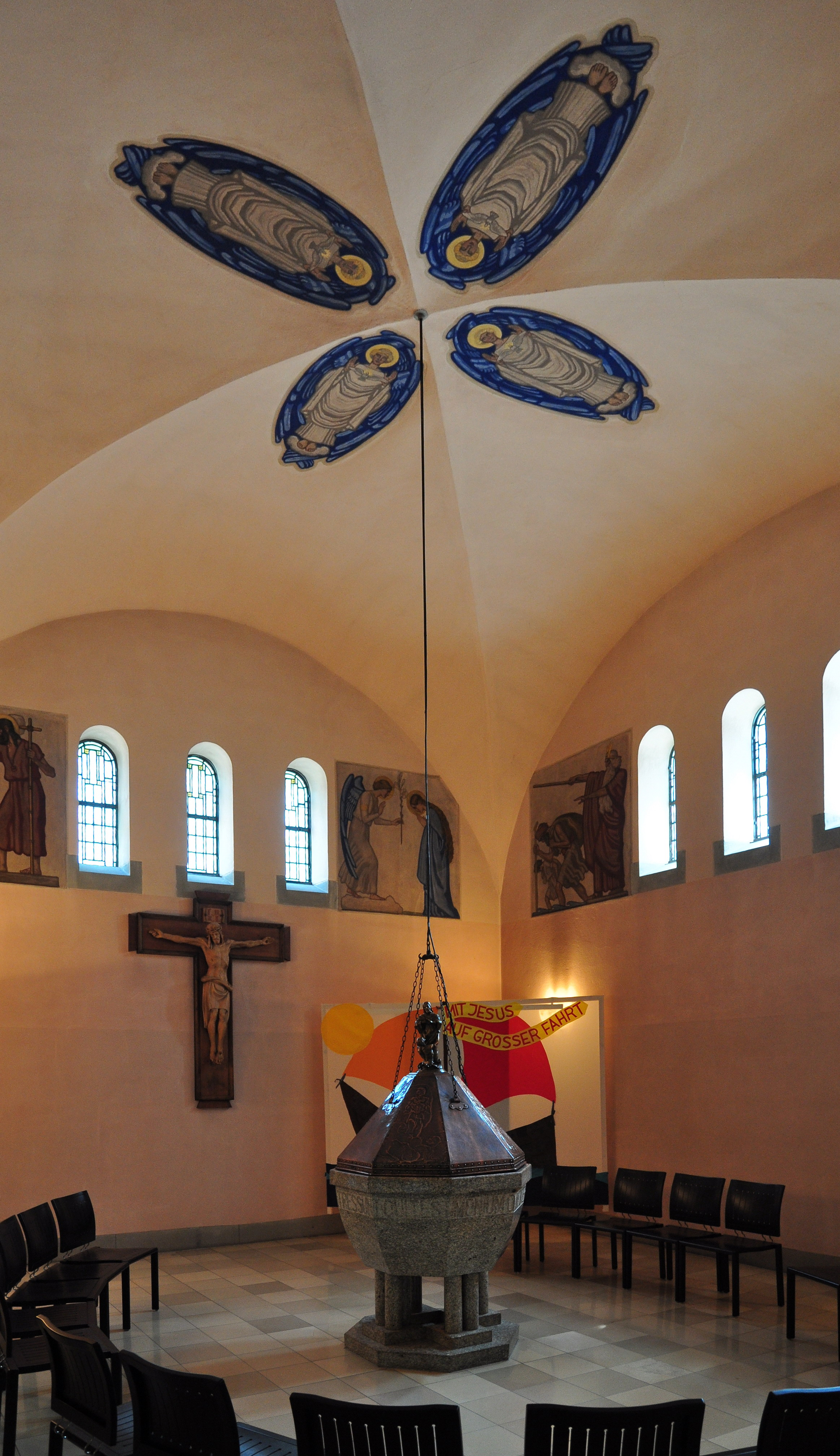
Taufkapelle
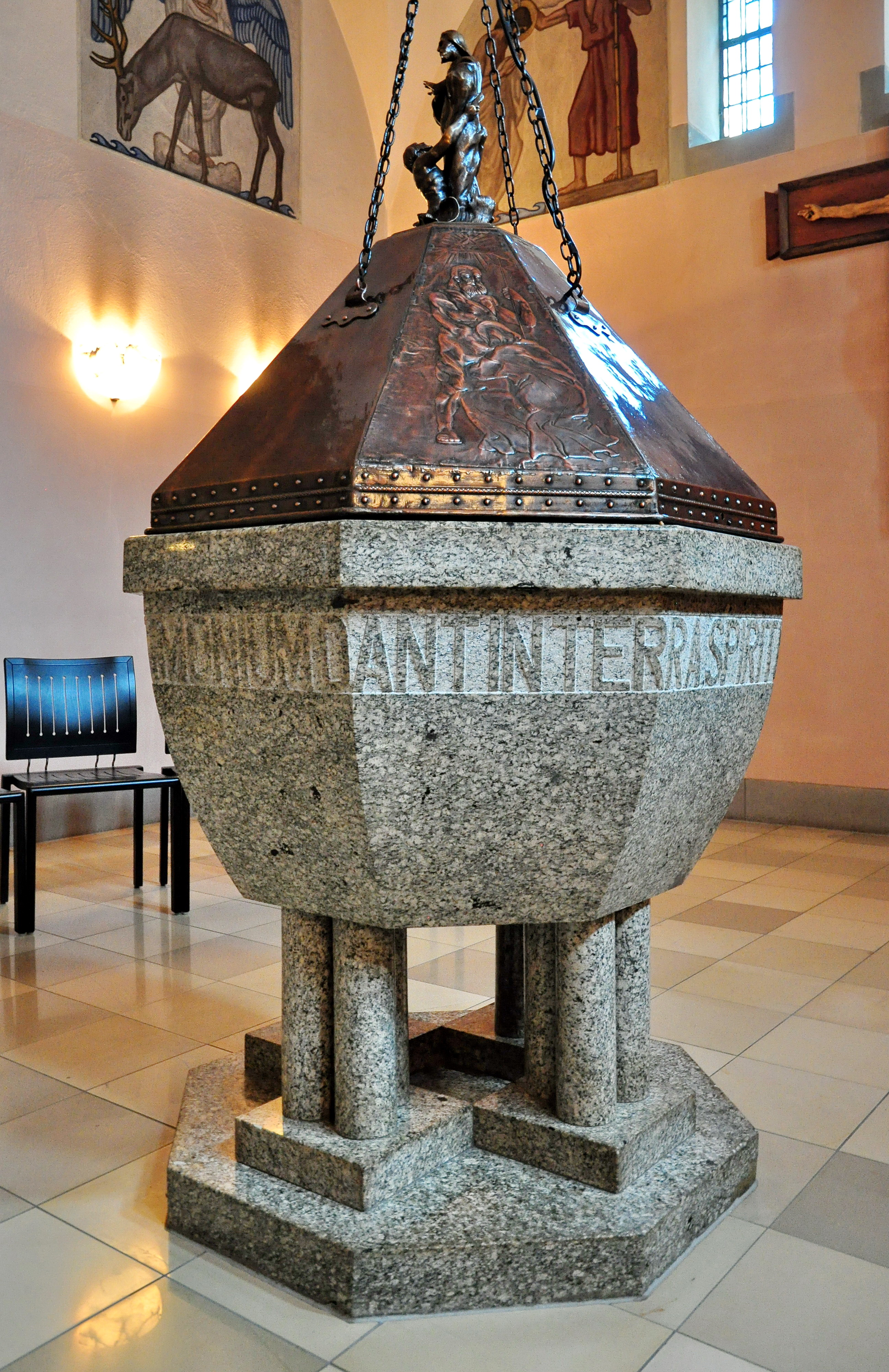
Taufstein

#### Chorgemälde und Gemälde über den Seitenaltären
Die Fresken im Chor der Kirche, welche am 9. Oktober 1921 eingeweiht wurden, stammen von Fritz Kunz. Sie sind gekennzeichnet durch eine feierliche Strenge, Stilisierung und charakteristische Farbgebung. Beeinflusst wurde Fritz Kunz hierbei von der Beuroner Schule. Das grosse Fresko wurde für eine Fläche von 200 Quadratmetern in den Jahren 1919 (Skizzen) und 1920 (Modell) entworfen. Vom 11. Mai bis 11. Oktober 1921 schuf Fritz Kunz das Fresko in der Kirche.
Das Fresko in der Apsis stellt ein Te-Deum-Bild mit thronendem Christus dar, umgeben von Engeln, Aposteln und Heiligen.
Die beiden Seitenwandbilder zeigen Szenen aus dem Leben des hl. Antonius (Fischpredigt und Heilung eines Jünglings).
Die Seitenaltäre wurden im Jahr 1918 gefertigt und zeigen in marmornen Bögen zwei weitere Fresken von Fritz Kunz aus dem Jahr 1919: Der linke Altar stellt eine Madonna mit Kind dar, von Heiligen und jungen Männern und Frauen verehrt. Der rechte Altar ist dem Kirchenpatron St. Antonius gewidmet und zeigt den Heiligen Brot segnend. Besonders an dieser Darstellung ist, dass der Kirchenpatron St. Antonius das Brot und die Almosen auch einem Vater austeilt, der in der Uniform der Schweizer Soldaten im Ersten Weltkrieg dargestellt ist. Damit nimmt das Fresko Bezug auf die damals aktuelle Problematik, dass es für die Schweizer Soldaten noch keine Wehrmannausgleichskasse gab, sodass die Soldaten grosse Sorgen um die Ernährung ihrer Familien hatten.

#### Taufkapelle
Bei der Restaurierung im Jahre 2002 wurde die ursprüngliche Wandgestaltung wiederhergestellt. Die Malereien wurden von Fritz Kunz 1926 geschaffen und zeigen v. r. n. l. die Vertreibung aus dem Paradies, Mose das Meer teilend, die Verkündigung, die Taufe Jesu und schliesslich eine Allegorie mit einem seinen Durst stillenden Hirsch.
Der Taufstein wurde von Johann Michael Glässel im Jahr 1909 geschaffen und zeigt auf dem Messingdeckel vier Bilder aus dem Leben Christi (die Heilige Familie, die Taufe, die Kreuzigung und die Auferstehung). Die Statuette, die den Messingdeckel krönt, stellt Jesus auf dem See Genezareth dar, an den sich ein ertrinkender Jünger klammert.

#### Orgel

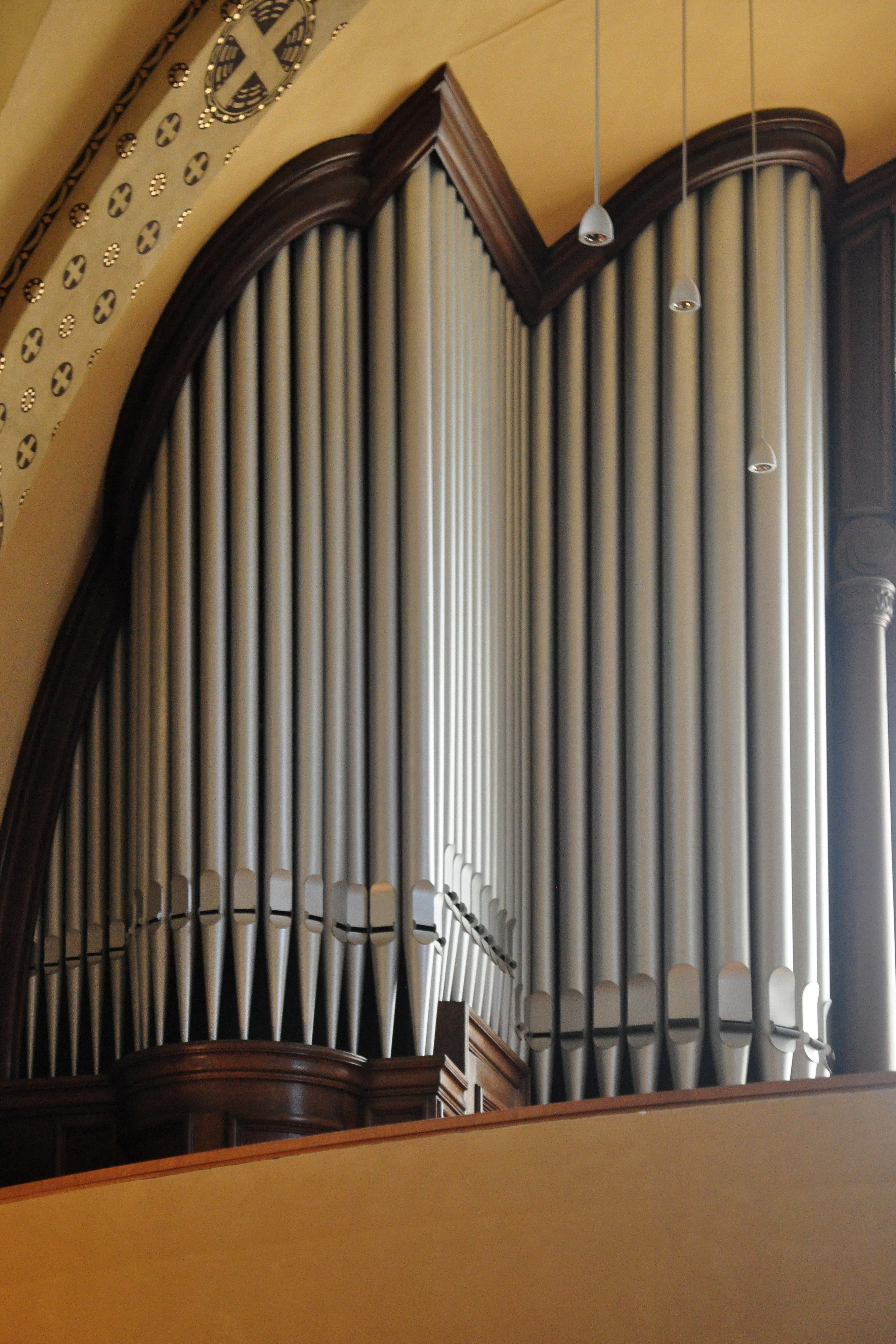
Kuhn-Orgel von 1914 (Teilansicht)

Die Orgel der Kirche St. Anton stammt von der Firma Kuhn, Männedorf, und wurde am 1. Februar 1914 eingeweiht. Der Orgelprospekt wurde von Architekt Karl Moser gestaltet. Das Instrument besitzt eine pneumatische Traktur mit 50 Registern. Die vollständig erhaltene spätromantische Disposition stammt von Fridolin Roth (1871–1961). Der Spieltisch ist eine verkleinerte Kopie desjenigen von St-Sulpice, Paris.
1947/1948 erfolgte eine erste Renovation der Orgel. Bei der Kirchenrenovation von 2001/2002 wurde die Orgel erneut überholt. Hierbei wurde auch das bereits 1926 angegangene, aber nicht realisierte Fernwerk hinter dem Hochaltar geschaffen. Die Kuhn-Orgel der Kirche St. Anton gilt als die älteste integral erhaltene Orgel der Stadt Zürich. 2023 wurde das Instrument durch Orgelbau Kuhn renoviert und am 31. März in einem Konzert mit Prof. Dr. Ludger Lohmann eingeweiht.
Die Kirche verfügt noch über eine Truhenorgel von Ferdinand Stemmer aus dem Jahr 2000.
Disposition:
| I Manual C–g3  |       |
| Principal      | 16′   |
| Bourdon        | 16′   |
| Principal      | 8′    |
| Flauto major   | 8′    |
| Flauto amabile | 8′    |
| Gemshorn       | 8′    |
| Gedeckt        | 8′    |
| Gamba          | 8′    |
| Octave         | 4′    |
| Rohrflöte      | 4′    |
| Quinte         | 2 ⁄3′ |
| Superoctave    | 2′    |
| Mixtur VI      | 2 ⁄3′ |
| Cornett        | 8′    |
| Trompete       | 8′    |

| II Manual C–g3   |     |
| Lieblichgedackt  | 16′ |
| Geigenprincipal  | 8′  |
| Flûte harmonique | 8′  |
| Zartgedeckt      | 8′  |
| Rohrflöte        | 8′  |
| Salicional       | 8′  |
| Viola            | 8′  |
| Dolce            | 8′  |
| Fugara           | 4′  |
| Traversflöte     | 4′  |
| Octave           | 2′  |
| Clarinette       | 8′  |
| Cornettino       | 4′  |
| Tremulant        |     |

| III Manual C–g3 |     |
| Quintatön       | 16′ |
| Lieblichgedeckt | 8′  |
| Concertflöte    | 8′  |
| Aeoline         | 8′  |
| Voix céleste    | 8′  |
| Flauto dolce    | 4′  |
| Violine         | 4′  |
| Flautino        | 2′  |
| Oboe            | 8′  |
| Vox humana      | 8′  |
| Tremulant       |     |

| III Fernwerk C–g3 |    |
| Bourdon d’écho    | 8′ |
| Viola d’amore     | 8′ |
| Vox angelica      | 8′ |
| Vox humana        | 8′ |
| Tremulant         |    |

| Pedal C–f1    |         |
| Principalbass | 16′     |
| Subbass       | 16′     |
| Stillgedackt  | 16′     |
| Harmonicabass | 16′     |
| Violonbass    | 16′     |
| Quintbass     | 10 2⁄3′ |
| Octavbass     | 8′      |
| Cello         | 8′      |
| Dolcebass     | 8′      |
| Superoctave   | 4′      |
| Posaune       | 16′     |
| Trompete      | 8′      |

- Koppeln: II/I, III/I, III/II, I/P, II/P, III/P
  - Suboctave: II/I, III/I, III/II
  - Superoctave: II, II/I, III, III/I, III/II
- Handregister und freie Kombination
- Windladen: Taschenladen
- Traktur: pneumatisch (Fernwerk elektrisch)
- Registratur: pneumatisch (Fernwerk elektrisch)

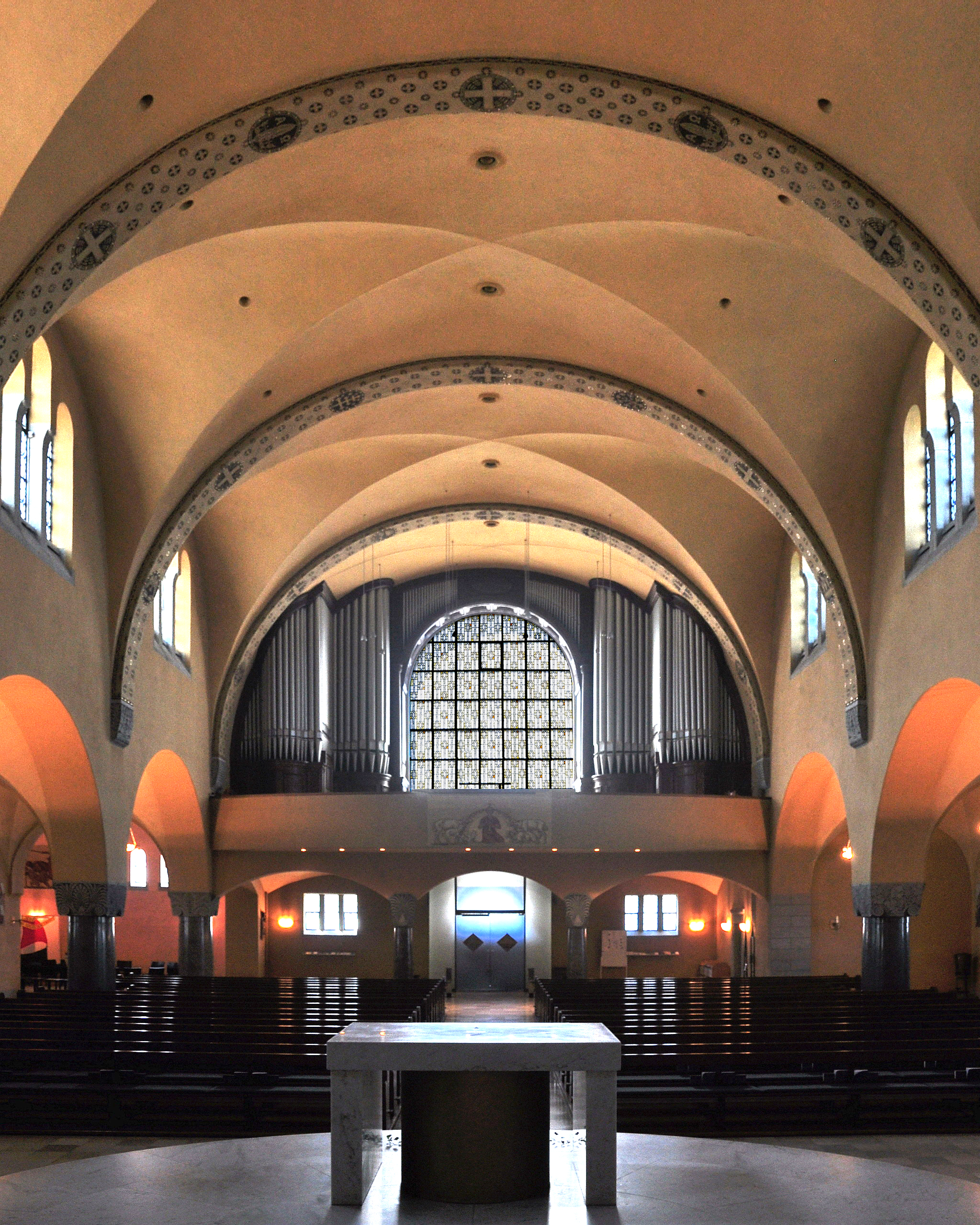
Blick zur Orgel
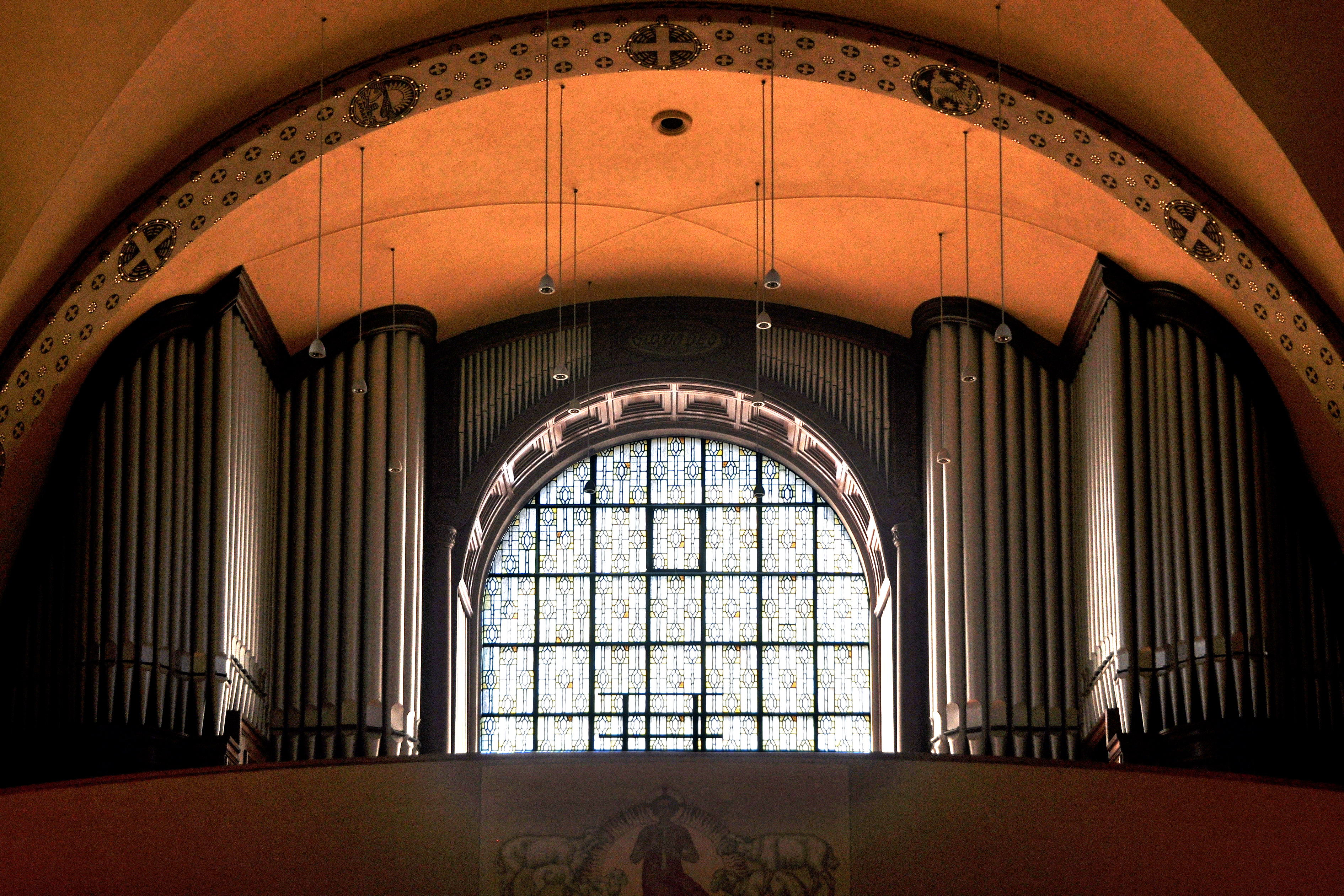
Orgelprospekt
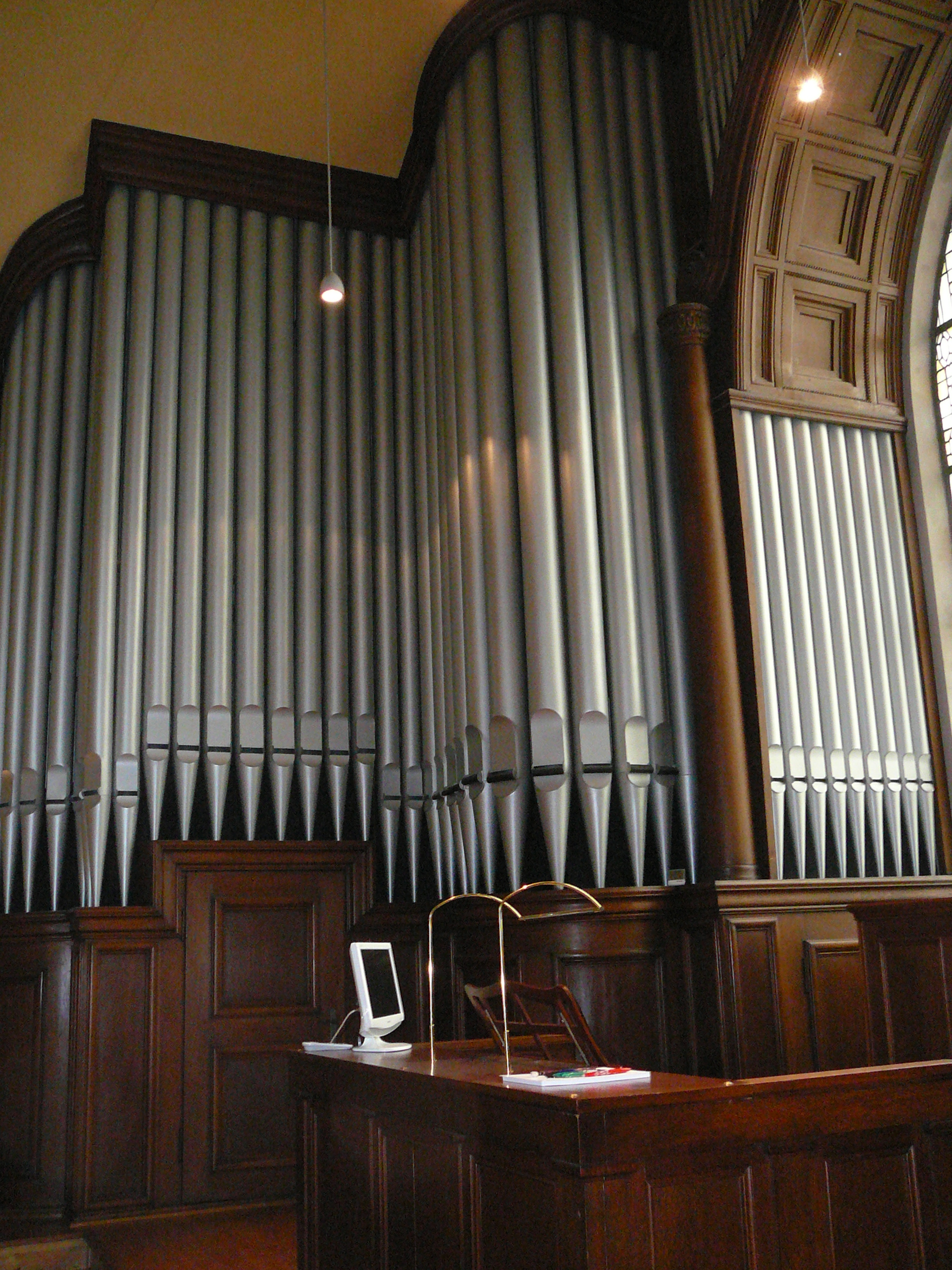
Spieltisch mit linkem Pfeifenprospekt

#### Unterkirche

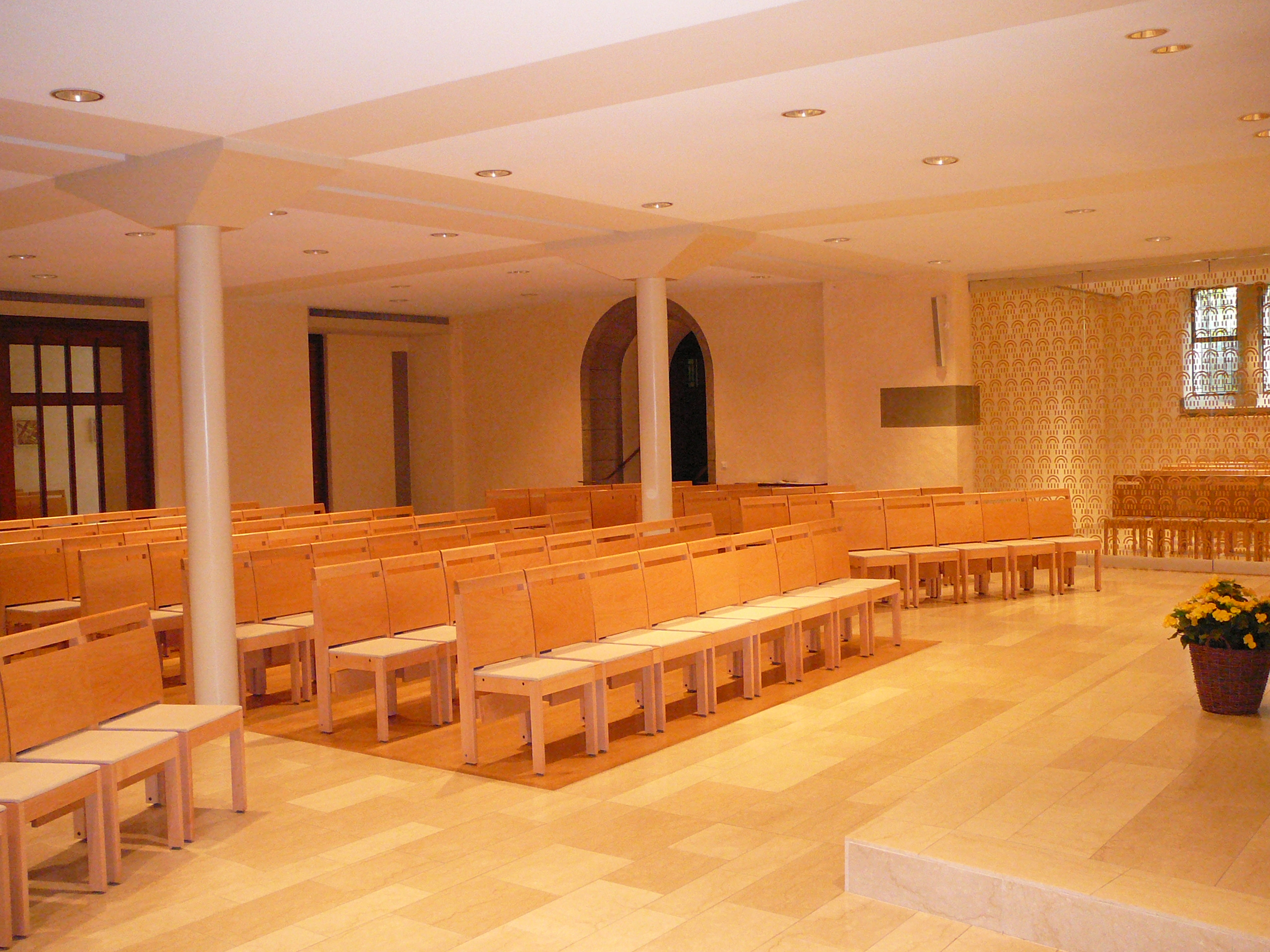
Unterkirche

Die Kirche St. Anton wies als erstes der katholischen Gotteshäuser in Zürich eine Unterkirche auf. Die Unterkirche wurde 1934/1935 durch Architekt Karl Strobel, Zürich, ausgebaut und im Jahr 1973 durch Architekt Walter Bosshart, Zürich, und durch den Künstler Josef Caminada, Zürich, vollständig neu geschaffen. Anlässlich des 100-jährigen Pfarreijubiläums 2008 wurde die Krypta erneut komplett saniert und durch Architekt Walter Moser nach Rücksprache mit der kantonalen Denkmalpflege zu einem hellen liturgischen Raum umgestaltet, in dem täglich Gottesdienst gefeiert wird.

### Kirchturm und Glocken

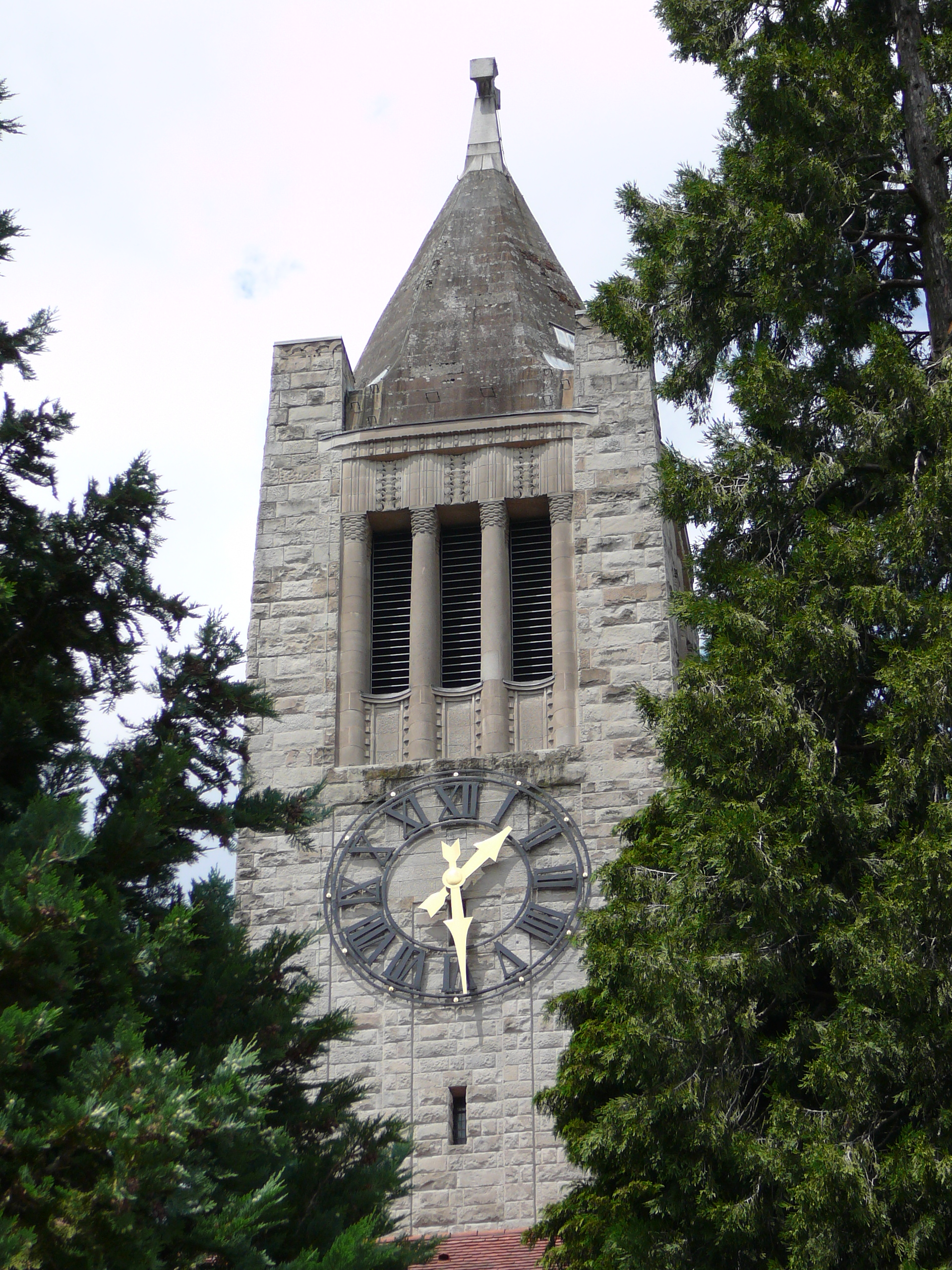
Kirchturm

Der Kirchturm von St. Anton ist von der Basis bis zum Turmkreuz, das in seiner heutigen Gestalt erst später dazukam, aussen aus Bolliger Sandstein gemauert. Er verrät seine Modernität nicht nur durch seine Dimensionen, sondern auch durch die Schallöffnungen mit den Bildhauerarbeiten auf der Höhe des Glockenstuhls von Bernhard und Julius Schwyzer, Zürich.
Das ursprünglich eiserne, vergoldete Turmkreuz wurde 1929 durch ein steinernes, nach Plänen des Architekten Karl Moser gestalteten ersetzt. Die Fundamente, der Schaft bis auf die Höhe des Kirchendachs sowie die Verstärkungspilaster bestehen aus dem damals neuen Baumaterial Eisenbeton. Die Turmuhr stammt aus dem Jahr 1923.
Das Geläut besteht aus sechs Glocken, welche von der Glockengiesserei Grassmayer in ihrer Filiale in Buchs SG gegossen wurden. Die grösste Glocke musste nochmals gegossen werden und stammt im Gegensatz zu den anderen Glocken nicht von 1911, sondern von 1912. Bei diesem Geläut handelt es sich um das grösste, das von der Glockengiesserei Grassmayer je gegossen wurde. Die Glocken wurden am 17. März 1912 vom Churer Bischof Georg Schmid von Grüneck eingeweiht. Mit seinem Gesamtgewicht von 14'310 Kilo handelt es sich um das zweitschwerste Geläut der Stadt Zürich.
| Nummer | Gewicht | Ton  | Widmung            |
| ------ | ------- | ---- | ------------------ |
| 1      | 5425 kg | As°  | Hl. Dreifaltigkeit |
| 2      | 3650 kg | B°   | St. Antonius       |
| 3      | 2255 kg | des' | Mutter Gottes      |
| 4      | 1380 kg | es'  | Hl. Josef          |
| 5      | 1000 kg | f'   | Hl. Hieronymus     |
| 6      | 600 kg  | as'  | Hl. Schutzengel    |

## Würdigung
Mit der Gestaltung der Kirche St. Anton als romanische Kirche blieb Karl Moser dem Stil seiner in früheren Jahren bereits errichteten Kirchen treu. Ähnlichkeiten lassen sich zur Lutherkirche in Karlsruhe finden (Eingangsbereich), aber auch zur Johanniskirche in Mannheim (Turm) und zur Pauluskirche in Basel (Umrisse sowie Steinflächen mit ornamentaler Musterung). Bei der Kirche St. Anton hatte sich Karl Moser jedoch bereits von der Formensprache der Romanik gelöst und leitete vom Historismus des 19. Jahrhunderts über den Jugendstil zum Neoklassizismus um 1920 über, wie er es bei der Kirche Fluntern zum Tragen kommen liess. Saskia Roth schreibt über die Kirche St. Anton: «Mit der romanisierenden, aber doch jugendstilhaft überspannten, flächigen Ornamentik… schafft Moser eine Kirche von faszinierender Wirkung. Er leitet damit einen neuen Stil beim katholischen Kirchenbau Zürichs ein.»